# Tischtennisweltmeisterschaft 2008
Die 53. Tischtennisweltmeisterschaft für Mannschaften fand vom 24. Februar bis zum 2. März 2008 in Guangzhou statt. Die chinesische Stadt erhielt im Mai 2005 von den Teilnehmern des Annual General Meeting des Weltverbandes ITTF den Zuschlag. China war damit nach 1961, 1995 und 2005 zum vierten Mal Ausrichter der Tischtennisweltmeisterschaft.
Die Titelkämpfe wurden im Guangzhou-Gymnasium ausgetragen. Sowohl bei den Herren als auch bei den Damen wurde das chinesische Team Weltmeister.

## Austragungsmodus
Die Damen- und Herrenwettbewerbe werden nach dem gleichen Modus ausgetragen.
Gemäß den Ergebnissen der letzten Mannschafts-WM werden die Teams in 4 Divisionen aufgeteilt. Die stärksten 24 Mannschaften spielen in der 1. Division. Die 2. und 3. Division bestehen auch aus 24 Mannschaften, die restlichen Teams treten in der 4. Division an. Nur die Teilnehmer der 1. Division spielen um den WM-Titel, bei den übrigen Divisionen geht es um die Plätze 25 abwärts.
In den ersten drei Divisionen gibt es vier Gruppen A, B, C und D mit jeweils sechs Teams. Die Teams werden im Vorfeld der WM den Gruppen zugelost. In jeder Gruppe ermitteln die Teams im Verfahren Jeder gegen Jeden die Rangfolge.
Im Anschluss an die Gruppenspiele der 1. Division werden die Finals im K.-o.-System nach folgendem Schema ausgetragen: Die Erstplatzierten der vier Gruppen sind für das Viertelfinale qualifiziert. Die Gruppenzweiten und -dritten spielen im Achtelfinale. Auf diese Weise werden die Plätze 1 bis 12 ermittelt.
Um die Plätze 13 bis 24 kämpfen die restlichen Teams der 1. Division. Die beiden Gruppenletzten, also 8 Teams, werden zu 4 Paarungen zusammengelost. Die Sieger dieser Paarungen spielen gegen die Gruppenvierten um die Plätze 13 bis 20.
Platz 23 und 24 der 1. Division steigt in die 2. Division ab, die beiden Ersten der 2. Division steigen auf. Dies ist für die Divisionszuordnung bei der nächsten Weltmeisterschaft von Bedeutung.
In einem Mannschaftskampf wird nach dem Modifiziertes Swaythling-Cup System gespielt. Maximal 5 Einzelspiele sind möglich. Hat eine Mannschaft 3 Spiele gewonnen, wird der Kampf beendet. Jede Paarung wird in 3 Gewinnsätzen ausgetragen.

## Medaillenspiegel
| Rang  | Land                | Gold | Silber | Bronze | Gesamt |
| ----- | ------------------- | ---- | ------ | ------ | ------ |
| 1     | Volksrepublik China | 2    | 0      | 0      | 2      |
| 2     | Singapur            | 0    | 1      | 0      | 1      |
| 2     | Südkorea            | 0    | 1      | 0      | 1      |
| 4     | Hongkong            | 0    | 0      | 2      | 2      |
| 4     | Japan               | 0    | 0      | 2      | 2      |
| Total | Total               | 2    | 2      | 4      | 8      |

## Ergebnisse Herren
| Rang  | Sieger                                                                                      |
| ----- | ------------------------------------------------------------------------------------------- |
| 1.    | China (Ma Lin, Wang Liqin, Wang Hao)                                                        |
| 2.    | Südkorea (Ryu Seung-min, Joo Se-hyuk, Lee Jung-woo)                                         |
| 3.–4. | Hongkong (Li Ching, Tang Peng, Cheung Yuk)                                                  |
| 3.–4. | Japan (Kaii Yoshida, Jun Mizutani, Yo Kan)                                                  |
| 7.    | Deutschland (Dimitrij Ovtcharov, Patrick Baum, Jörg Roßkopf, Bastian Steger, Christian Süß) |
| 9.    | Österreich (Werner Schlager, Chen Weixing, Robert Gardos)                                   |

### Gruppe A
|                     | Ergebnis |            |
| ------------------- | -------- | ---------- |
| Volksrepublik China | 3:0      | Belgien    |
| Österreich          | 3:0      | Italien    |
| Kroatien            | 1:3      | Rumänien   |
| Volksrepublik China | 3:1      | Rumänien   |
| Österreich          | 3:1      | Kroatien   |
| Belgien             | 1:3      | Italien    |
| Volksrepublik China | 3:0      | Kroatien   |
| Österreich          | 3:0      | Belgien    |
| Rumänien            | 3:2      | Italien    |
| Volksrepublik China | 3:0      | Österreich |
| Kroatien            | 2:3      | Italien    |
| Belgien             | 0:3      | Rumänien   |
| Volksrepublik China | 3:0      | Italien    |
| Österreich          | 2:3      | Rumänien   |
| Kroatien            | 3:1      | Belgien    |

| Rang | Land                | Spiele | Punkte |
| ---- | ------------------- | ------ | ------ |
| 1    | Volksrepublik China | 15:1   | 10     |
| 2    | Rumänien            | 13:8   | 9      |
| 3    | Österreich          | 11:7   | 8      |
| 4    | Italien             | 8:12   | 7      |
| 5    | Kroatien            | 7:13   | 6      |
| 6    | Belgien             | 2:15   | 5      |

|  | Qualifikation für das Viertelfinale |
|  | Qualifikation für das Achtelfinale  |

### Gruppe B
|                   | Ergebnis |                   |
| ----------------- | -------- | ----------------- |
| Südkorea          | 3:1      | Polen             |
| Chinesisch Taipeh | 3:1      | Ungarn            |
| Schweden          | 1:3      | Tschechien        |
| Südkorea          | 3:1      | Tschechien        |
| Chinesisch Taipeh | 3:2      | Schweden          |
| Polen             | 2:3      | Ungarn            |
| Südkorea          | 3:0      | Schweden          |
| Chinesisch Taipeh | 3:0      | Polen             |
| Tschechien        | 3:0      | Ungarn            |
| Südkorea          | 3:1      | Chinesisch Taipeh |
| Schweden          | 3:0      | Ungarn            |
| Polen             | 3:2      | Tschechien        |
| Südkorea          | 3:1      | Ungarn            |
| Chinesisch Taipeh | 3:0      | Tschechien        |
| Schweden          | 3:2      | Polen             |

| Rang | Land              | Spiele | Punkte |
| ---- | ----------------- | ------ | ------ |
| 1    | Südkorea          | 15:4   | 10     |
| 2    | Chinesisch Taipeh | 13:6   | 9      |
| 3    | Tschechien        | 9:10   | 7      |
| 4    | Schweden          | 9:11   | 7      |
| 5    | Ungarn            | 5:14   | 6      |
| 6    | Polen             | 8:14   | 6      |

|  | Qualifikation für das Viertelfinale |
|  | Qualifikation für das Achtelfinale  |

### Gruppe C
|             | Ergebnis |            |
| ----------- | -------- | ---------- |
| Deutschland | 3:1      | Russland   |
| Japan       | 3:0      | Slowakei   |
| Frankreich  | 1:3      | Serbien    |
| Deutschland | 3:1      | Serbien    |
| Japan       | 3:0      | Frankreich |
| Russland    | 3:2      | Slowakei   |
| Deutschland | 3:1      | Frankreich |
| Japan       | 3:0      | Russland   |
| Serbien     | 3:0      | Slowakei   |
| Deutschland | 1:3      | Japan      |
| Frankreich  | 2:3      | Slowakei   |
| Russland    | 3:1      | Serbien    |
| Deutschland | 1:3      | Slowakei   |
| Japan       | 3:1      | Serbien    |
| Frankreich  | 0:3      | Russland   |

| Rang | Land        | Spiele | Punkte |
| ---- | ----------- | ------ | ------ |
| 1    | Japan       | 15:2   | 10     |
| 2    | Deutschland | 11:9   | 8      |
| 3    | Russland    | 10:9   | 8      |
| 4    | Serbien     | 9:10   | 7      |
| 5    | Slowakei    | 8:12   | 7      |
| 6    | Frankreich  | 4:15   | 5      |

|  | Qualifikation für das Viertelfinale |
|  | Qualifikation für das Achtelfinale  |

### Gruppe D
|              | Ergebnis |              |
| ------------ | -------- | ------------ |
| Singapur     | 3:1      | Dänemark     |
| Hongkong     | 3:0      | Spanien      |
| Griechenland | 3:2      | Belarus      |
| Singapur     | 3:0      | Belarus      |
| Hongkong     | 3:0      | Griechenland |
| Dänemark     | 3:2      | Spanien      |
| Singapur     | 3:0      | Griechenland |
| Hongkong     | 1:3      | Dänemark     |
| Belarus      | 3:1      | Spanien      |
| Singapur     | 1:3      | Hongkong     |
| Griechenland | 1:3      | Spanien      |
| Dänemark     | 1:3      | Belarus      |
| Singapur     | 3:1      | Spanien      |
| Hongkong     | 3:2      | Belarus      |
| Griechenland | 1:3      | Dänemark     |

| Rang | Land         | Spiele | Punkte |
| ---- | ------------ | ------ | ------ |
| 1    | Hongkong     | 13:6   | 9      |
| 2    | Singapur     | 13:5   | 9      |
| 3    | Dänemark     | 11:10  | 8      |
| 4    | Belarus      | 10:11  | 7      |
| 5    | Spanien      | 7:13   | 6      |
| 6    | Griechenland | 5:14   | 6      |

|  | Qualifikation für das Viertelfinale |
|  | Qualifikation für das Achtelfinale  |

### Hauptrunde
|  | Achtelfinale      | Achtelfinale |  |  | Viertelfinale       | Viertelfinale |   |                     | Halbfinale          | Halbfinale |  |  | Finale | Finale |
|  |                   |              |  |  |                     |               |   |                     |                     |            |  |  |        |        |
|  |                   |              |  |  |                     |               |   |                     |                     |            |  |  |        |        |
|  |                   |              |  |  | Volksrepublik China | 3             |   |                     |                     |            |  |  |        |        |
|  | Tschechien        | 3            |  |  | Tschechien          | 0             |   |                     |                     |            |  |  |        |        |
|  | Singapur          | 2            |  |  |                     |               |   | Volksrepublik China | 3                   |            |  |  |        |        |
|  | Rumänien          | 3            |  |  |                     | Hongkong      | 0 |                     |                     |            |  |  |        |        |
|  | Russland          | 1            |  |  | Rumänien            | 1             |   |                     |                     |            |  |  |        |        |
|  |                   |              |  |  | Hongkong            | 3             |   |                     |                     |            |  |  |        |        |
|  |                   |              |  |  |                     |               |   |                     | Volksrepublik China | 3          |  |  |        |        |
|  |                   |              |  |  |                     | Südkorea      | 0 |                     |                     |            |  |  |        |        |
|  |                   |              |  |  | Japan               | 3             |   |                     |                     |            |  |  |        |        |
|  | Dänemark          | 1            |  |  | Chinesisch Taipeh   | 0             |   |                     |                     |            |  |  |        |        |
|  | Chinesisch Taipeh | 3            |  |  |                     |               |   | Japan               | 1                   |            |  |  |        |        |
|  | Deutschland       | 3            |  |  |                     | Südkorea      | 3 |                     |                     |            |  |  |        |        |
|  | Österreich        | 2            |  |  | Deutschland         | 1             |   |                     |                     |            |  |  |        |        |
|  |                   |              |  |  | Südkorea            | 3             |   |                     |                     |            |  |  |        |        |
|  |                   |              |  |  |                     |               |   |                     |                     |            |  |  |        |        |

## Ergebnisse Damen
| Rang  | Sieger                                                            |
| ----- | ----------------------------------------------------------------- |
| 1.    | China (Guo Yue, Zhang Yining, Wang Nan)                           |
| 2.    | Singapur (Li Jia Wei, Feng Tianwei, Wang Yuegu)                   |
| 3.–4. | Hongkong (Jiang Huajun, Tie Yana, Lin Ling)                       |
| 3.–4. | Japan (Kasumi Ishikawa, Sayaka Hirano, Ai Fukuhara)               |
| 6.    | Österreich (Li Qiangbing, Liu Jia, Veronika Heine)                |
| 9.    | Deutschland (Wu Jiaduo, Elke Wosik, Amelie Solja, Zhenqi Barthel) |

### Gruppe A
|                     | Ergebnis |                    |
| ------------------- | -------- | ------------------ |
| Volksrepublik China | 3:0      | Russland           |
| Vereinigte Staaten  | 3:2      | Schweden           |
| Kroatien            | 3:0      | Nordkorea          |
| Volksrepublik China | 3:1      | Nordkorea          |
| Vereinigte Staaten  | 3:2      | Kroatien           |
| Russland            | 3:1      | Schweden           |
| Volksrepublik China | 3:0      | Kroatien           |
| Vereinigte Staaten  | 3:1      | Russland           |
| Nordkorea           | 3:1      | Schweden           |
| Volksrepublik China | 3:0      | Vereinigte Staaten |
| Kroatien            | 3:2      | Schweden           |
| Russland            | 0:3      | Nordkorea          |
| Volksrepublik China | 3:0      | Schweden           |
| Vereinigte Staaten  | 3:2      | Nordkorea          |
| Kroatien            | 0:3      | Russland           |

| Rang | Land                | Spiele | Punkte |
| ---- | ------------------- | ------ | ------ |
| 1    | Volksrepublik China | 15:1   | 10     |
| 2    | Vereinigte Staaten  | 12:10  | 9      |
| 3    | Kroatien            | 8:11   | 7      |
| 4    | Nordkorea           | 9:10   | 7      |
| 5    | Russland            | 7:10   | 7      |
| 6    | Schweden            | 6:15   | 5      |

|  | Qualifikation für das Viertelfinale |
|  | Qualifikation für das Achtelfinale  |

### Gruppe B
|                   | Ergebnis |                   |
| ----------------- | -------- | ----------------- |
| Singapur          | 3:1      | Polen             |
| Ungarn            | 3:1      | Ukraine           |
| Rumänien          | 3:2      | Chinesisch Taipeh |
| Singapur          | 3:0      | Chinesisch Taipeh |
| Ungarn            | 3:0      | Rumänien          |
| Polen             | 2:3      | Ukraine           |
| Singapur          | 3:0      | Rumänien          |
| Ungarn            | 3:1      | Polen             |
| Chinesisch Taipeh | 3:1      | Ukraine           |
| Singapur          | 3:0      | Ungarn            |
| Rumänien          | 3:0      | Ukraine           |
| Polen             | 1:3      | Chinesisch Taipeh |
| Singapur          | 3:0      | Ukraine           |
| Ungarn            | 3:0      | Chinesisch Taipeh |
| Rumänien          | 3:1      | Polen             |

| Rang | Land              | Spiele | Punkte |
| ---- | ----------------- | ------ | ------ |
| 1    | Singapur          | 15:1   | 10     |
| 2    | Ungarn            | 12:5   | 9      |
| 3    | Rumänien          | 9:9    | 8      |
| 4    | Chinesisch Taipeh | 8:11   | 7      |
| 5    | Ukraine           | 5:14   | 6      |
| 6    | Polen             | 6:15   | 5      |

|  | Qualifikation für das Viertelfinale |
|  | Qualifikation für das Achtelfinale  |

### Gruppe C
|             | Ergebnis |             |
| ----------- | -------- | ----------- |
| Hongkong    | 3:0      | Belarus     |
| Deutschland | 3:1      | Thailand    |
| Österreich  | 3:0      | Spanien     |
| Hongkong    | 3:0      | Spanien     |
| Deutschland | 3:0      | Österreich  |
| Belarus     | 3:1      | Thailand    |
| Hongkong    | 3:2      | Österreich  |
| Deutschland | 3:2      | Belarus     |
| Spanien     | 2:3      | Thailand    |
| Hongkong    | 3:0      | Deutschland |
| Österreich  | 3:0      | Thailand    |
| Belarus     | 3:2      | Spanien     |
| Hongkong    | 3:0      | Thailand    |
| Deutschland | 3:1      | Spanien     |
| Österreich  | 3:2      | Belarus     |

| Rang | Land        | Spiele | Punkte |
| ---- | ----------- | ------ | ------ |
| 1    | Hongkong    | 15:2   | 10     |
| 2    | Deutschland | 12:7   | 9      |
| 3    | Österreich  | 11:8   | 8      |
| 4    | Belarus     | 10:12  | 7      |
| 5    | Thailand    | 5:14   | 6      |
| 6    | Spanien     | 5:15   | 5      |

|  | Qualifikation für das Viertelfinale |
|  | Qualifikation für das Achtelfinale  |

### Gruppe D
|             | Ergebnis |             |
| ----------- | -------- | ----------- |
| Japan       | 3:0      | Italien     |
| Südkorea    | 3:0      | Frankreich  |
| Niederlande | 3:0      | Tschechien  |
| Japan       | 3:1      | Tschechien  |
| Südkorea    | 3:0      | Niederlande |
| Italien     | 2:3      | Frankreich  |
| Japan       | 3:0      | Niederlande |
| Südkorea    | 3:0      | Italien     |
| Tschechien  | 3:1      | Frankreich  |
| Japan       | 3:2      | Südkorea    |
| Niederlande | 3:1      | Frankreich  |
| Italien     | 3:0      | Tschechien  |
| Japan       | 3:1      | Frankreich  |
| Südkorea    | 3:0      | Tschechien  |
| Niederlande | 3:1      | Italien     |

| Rang | Land        | Spiele | Punkte |
| ---- | ----------- | ------ | ------ |
| 1    | Japan       | 15:4   | 10     |
| 2    | Südkorea    | 14:3   | 9      |
| 3    | Niederlande | 9:8    | 8      |
| 4    | Italien     | 6:12   | 6      |
| 5    | Frankreich  | 6:14   | 6      |
| 6    | Tschechien  | 4:13   | 6      |

|  | Qualifikation für das Viertelfinale |
|  | Qualifikation für das Achtelfinale  |

### Hauptrunde
|  | Achtelfinale       | Achtelfinale |  |  | Viertelfinale       | Viertelfinale |   |                     | Halbfinale          | Halbfinale |  |  | Finale | Finale |
|  |                    |              |  |  |                     |               |   |                     |                     |            |  |  |        |        |
|  |                    |              |  |  |                     |               |   |                     |                     |            |  |  |        |        |
|  |                    |              |  |  | Volksrepublik China | 3             |   |                     |                     |            |  |  |        |        |
|  | Rumänien           | 3            |  |  | Rumänien            | 0             |   |                     |                     |            |  |  |        |        |
|  | Deutschland        | 2            |  |  |                     |               |   | Volksrepublik China | 3                   |            |  |  |        |        |
|  | Vereinigte Staaten | 2            |  |  |                     | Hongkong      | 0 |                     |                     |            |  |  |        |        |
|  | Österreich         | 3            |  |  | Österreich          | 2             |   |                     |                     |            |  |  |        |        |
|  |                    |              |  |  | Hongkong            | 3             |   |                     |                     |            |  |  |        |        |
|  |                    |              |  |  |                     |               |   |                     | Volksrepublik China | 3          |  |  |        |        |
|  |                    |              |  |  |                     | Singapur      | 1 |                     |                     |            |  |  |        |        |
|  |                    |              |  |  | Japan               | 3             |   |                     |                     |            |  |  |        |        |
|  | Kroatien           | 2            |  |  | Ungarn              | 0             |   |                     |                     |            |  |  |        |        |
|  | Ungarn             | 3            |  |  |                     |               |   | Japan               | 0                   |            |  |  |        |        |
|  | Südkorea           | 2            |  |  |                     | Singapur      | 3 |                     |                     |            |  |  |        |        |
|  | Niederlande        | 3            |  |  | Niederlande         | 0             |   |                     |                     |            |  |  |        |        |
|  |                    |              |  |  | Singapur            | 3             |   |                     |                     |            |  |  |        |        |
|  |                    |              |  |  |                     |               |   |                     |                     |            |  |  |        |        |

## Abschneiden der Deutschen

### Damen
Die Damen wurden in Gruppe C nach Siegen über Thailand, Österreich, Belarus, und Spanien sowie einer Niederlage gegen Hongkong Zweiter. Im Achtelfinale unterlagen sie Rumänien mit 2:3. Nach Siegen über die USA und Kroatien erreichten sie Platz 9.

### Herren
Die Herren traten ohne ihre Nummer 1 Timo Boll an und wurden ebenfalls Zweiter in Gruppe C. Sie gewannen gegen Russland, Serbien und Frankreich, verloren aber gegen Japan und die Slowakei. In den folgenden Spielen konnten Christian Süß und Bastian Steger verletzungsbedingt nicht mehr eingesetzt werden.
Im Achtelfinale setzen sich Roßkopf, Ovtcharov und Baum gegen Österreich mit 3:2 durch. Nach der 1:3-Niederlage im Viertelfinale gegen Südkorea gewann Deutschland im Spiel um Platz 7 gegen Rumänien mit 3:2.
Mit dem 7. Platz verpasste die deutsche Nationalmannschaft zum ersten Mal seit 2001 eine Medaille, allerdings bewertete Sportdirektor Dirk Schimmelpfennig das WM-Ergebnis auf Grund der zahlreichen verletzungsbedingten Ausfälle als erfolgreich.

## ITTF-Kongress
Beim parallel zu den Spielen stattfindenden ITTF-Kongress Board of Directors wurde die bisherige Regelung zum Einsatz von Ausländern bei Welttitelkämpfen (Weltmeisterschaften, Worldcup) geändert. Will ein Aktiver einen Verband wechseln und war er vorher für einen anderen Verband aktiv, so muss der neue Verband diesen Spieler beim Weltverband ITTF registrieren lassen. Ab dem Zeitpunkt der Registrierung setzt eine Wartefrist ein, erst danach darf er vom neuen Verband eingesetzt werden. Die Wartefrist beträgt drei Jahre für Jugendliche unter 15 Jahren, fünf Jahre für 15- bis 17-Jährige und sieben Jahre für 18- bis 20-Jährige. Ältere Spieler dürfen den Verband nicht mehr wechseln.
Diese Regelung tritt ab dem 1. September 2008 in Kraft. Sie gilt nicht rückwirkend. Sie soll die bisherige oft praktizierte Methode eindämmen, dass etwa in China ausgemusterte Spieler andere Länder international vertreten.

## Wissenswertes
- Wang Liqin und Ma Lin wurden zum vierten Mal ununterbrochen Mannschaftsweltmeister. Dies gelang vorher noch keinem Spieler.
- Steffen Fetzner trainierte die Mannschaft von Katar. Dieser gelang der Aufstieg von der untersten vierten Division in die dritte Division.
- Philatelie: Die chinesische Post würdigte diese Tischtennisweltmeisterschaft mit Sonderstempel u. a. in den Städten Guangzhou, Jinan (濟南市 / 济南市,  Jǐnán Shì), und Fuzhou.